# 訃報 1972年11月
訃報 1972年11月（ふほう 1972ねん11がつ）では、1972年（昭和47年）11月中に物故した、又は物故が報じられた人物についてまとめる。

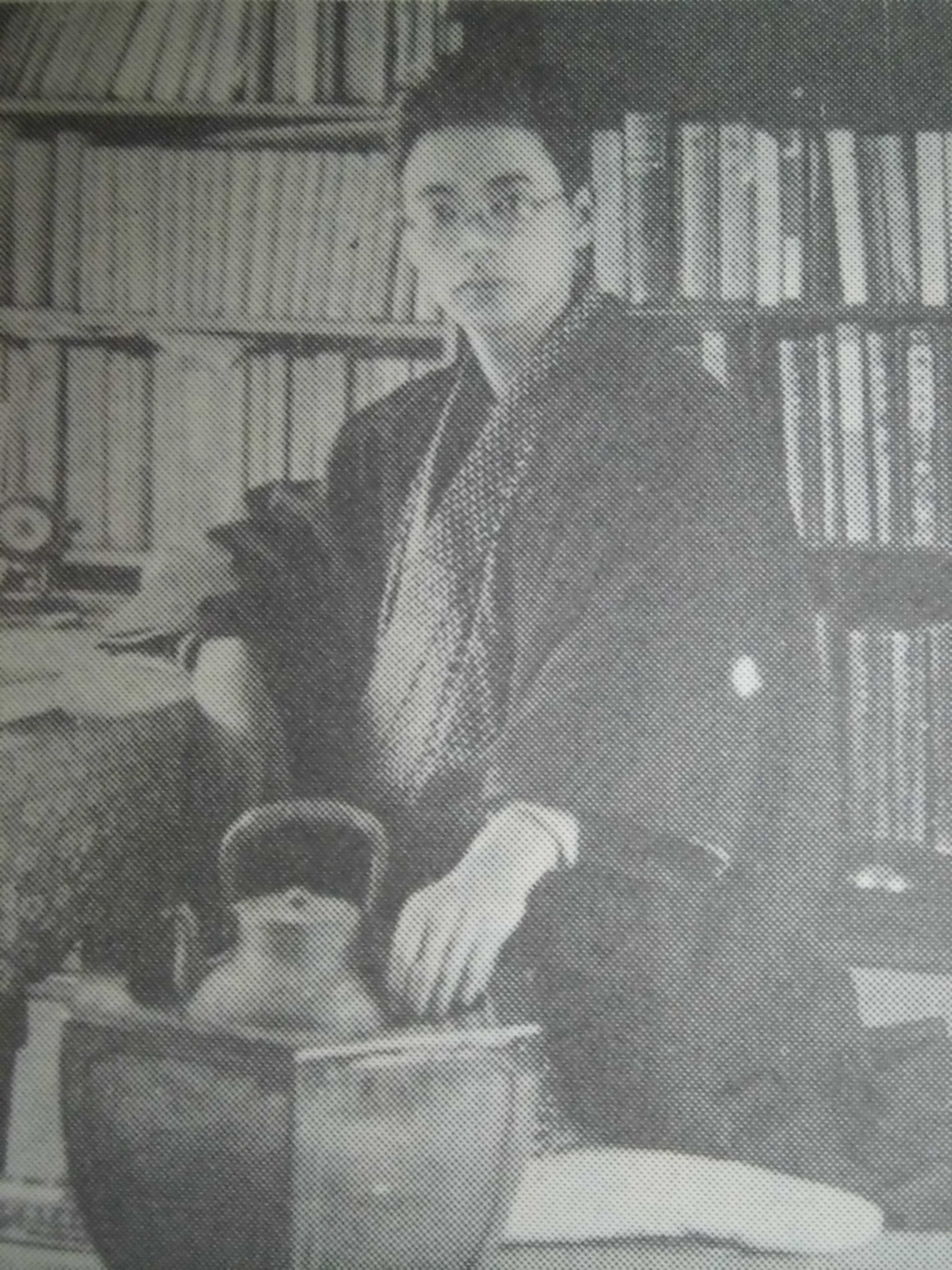
奥村綱雄 / 11月7日没

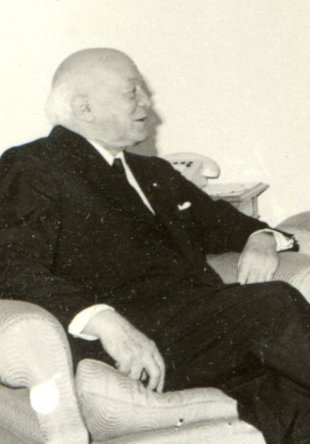
アンリ・コアンダ / 11月25日没

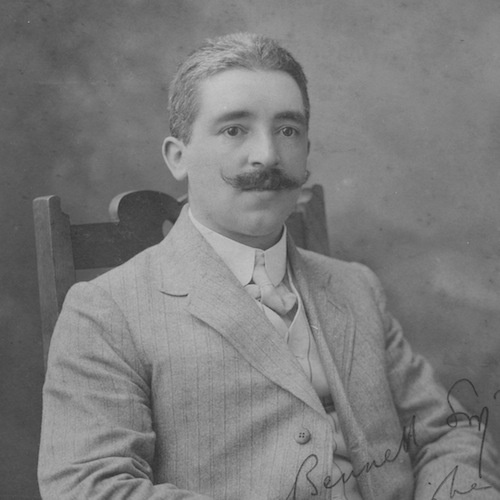
ハヴァーガル・ブライアン / 11月28日没

## （1日 - 15日）
- 11月1日 - エズラ・パウンド、詩人（* 1885年）
- 11月1日 - ロバート・マッカーサー、生態学者（* 1930年）
- 11月1日 - 海後勝雄、教育学者（* 1905年）
- 11月3日 - 黒田成勝、数学者（* 1905年）
- 11月3日 - 上田吉二郎、俳優（* 1904年）
- 11月5日 - 古内広雄、外交官・政治家（* 1907年）
- 11月5日 - 岡田勢一、実業家・元運輸大臣（* 1892年）
- 11月7日 - 奥村綱雄、実業家・野村証券元社長・会長（* 1903年）
- 11月7日 - 小林英三、政治家・実業家（* 1892年）
- 11月12日 - 長沢信寿、哲学・宗教学者（* 1897年）
- 11月13日 - 佐伯米子、洋画家（* 1903年）
- 11月13日 - 仁木イワノ、看護師（* 1897年）
- 11月13日 - 築地俊龍、野球選手（* 1904年）

## （16日 - 30日）
- 11月16日 - 鯉登行一、陸軍軍人（* 1891年）
- 11月18日 - 上野十蔵、実業家・中外製薬創業者（* 1892年）
- 11月19日 - 野上元、労働運動家・政治家（* 1915年）
- 11月20日 - エンニオ・フライアーノ、作家・ジャーナリスト（* 1910年）
- 11月20日 - 大木喜福、教育者・政治家（* 1898年）
- 11月22日 - 岡田紅陽、写真家（* 1895年）
- 11月22日 - 豊田実、英語学者・英文学者（* 1885年）
- 11月23日 - 安藤一郎、詩人・英文学者（* 1907年）
- 11月25日 - ハンス・シャロウン、建築家（* 1893年）
- 11月25日 - アンリ・コアンダ、発明家・航空エンジニア（* 1886年）
- 11月25日 - 荻原廣、実業家（* 1891年）
- 11月26日 - ジョー・アドニス、犯罪組織コーサ・ノストラの幹部（* 1902年）
- 11月26日 - 円地与四松、ジャーナリスト・評論家（* 1895年）
- 11月27日 - 慶谷隆夫、台湾総督府官僚（* 1901年）
- 11月27日 - 寺尾豊、政治家（* 1898年）
- 11月28日 - ハヴァーガル・ブライアン、作曲家（* 1876年）
- 11月28日 - 織賀邦江、女優（* 1922年）
- 11月30日 - 鮎沢巌、元国際労働機関(ILO)職員（* 1894年）